# Лига справедливости (фильм)
«Ли́га справедли́вости» (англ. Justice League) — американский супергеройский фильм 2017 года, основанный на комиксах об одноимённой команде супергероев издательства DC Comics. Картина стала продолжением ленты «Бэтмен против Супермена» (2016) и пятым фильмом Расширенной вселенной DC. Режиссёром фильма стал Джосс Уидон, сценаристами — Зак Снайдер, Крис Террио и Джосс Уидон. По сюжету, после смерти Супермена, Бэтмен и Чудо-женщина собирают в единую команду Флэша, Аквамена и Киборга для защиты Земли от злодея Степного Волка и его армии парадемонов.
О планах на фильм было объявлено в октябре 2014 года, когда Зак Снайдер получил пост режиссёра, а Крис Террио — сценариста. Изначально картина называлась «Лига справедливости. Часть первая», выпуск продолжения был назначен на 2019 год. Однако разработка сиквела была приостановлена ради более приоритетного фильма о Бэтмене с Беном Аффлеком в главной роли. Основная часть съёмок прошла с апреля по октябрь 2016 года. После того, как Снайдер покинул проект из-за смерти дочери, студия наняла Джосса Уидона для съёмок дополнительных сцен и переработки сценария и постпродакшена. В итоге с бюджетом в $300 млн «Лига справедливости» стала одним из самых дорогих фильмов в истории.
Мировая премьера состоялась в Пекине 26 октября 2017 года, а в США — 17 ноября того же года. В прокате кинокомикс собрал более $661 млн, однако не смог окупить бюджет и затраты на маркетинг (минимальной для этого суммой были $750 млн). По состоянию на 2019 год фильм является самым успешным в истории среди тех, которые стали кассовыми провалами; потери компании Warner Bros. Pictures оцениваются в $60 млн. «Лига справедливости» получила смешанные отзывы критиков, которые похвалили экшн-сцены и актёрскую игру Галь Гадот и Эзры Миллера, но раскритиковали сюжет, диалоги, злодея и чрезмерное использование компьютерной графики. После премьеры поклонники начали требовать выпуска оригинальной, режиссёрской, версии фильма. И в итоге в мае 2020 года Зак Снайдер объявил, что его версия, «Лига справедливости Зака Снайдера», выйдет на платформе HBO Max в 2021 году.

## Сюжет
Тысячи лет назад Степной Волк и его легионы парадемонов пытались поработить Землю, используя энергию трёх Материнских кубов. Нашествие было остановлено объединёнными силами богов, амазонок, атлантов, человечества и одним из членов корпуса Зелёных фонарей. После того, как армия Степного Волка была изгнана, Материнские кубы были разделены и спрятаны в разных регионах Земли.
Наши дни. Через два года после смерти Супермена человечество все ещё в трауре. Но оказалось, что смерть Супермена спровоцировала активацию Материнских кубов и возвращение Степного Волка на Землю. Степной Волк стремится заслужить расположение своего хозяина, Дарксайда, найти кубы и вновь объединить их энергию, чтобы трансформировать Землю в подобие своей родной планеты.
Степной волк атакует Темискиру и захватывает у амазонок один из кубов. Королева Ипполита предупреждает свою дочь, Диану, о возвращении Степного волка. Диана сообщает об этом Брюсу Уэйну и вместе они пытаются объединить под своим началом других мета-людей: Уэйн отправляется за Артуром Карри и Барри Алленом, а Диана находит Виктора Стоуна. Брюсу не удаётся убедить Артура Карри, однако, Барри Аллен с радостью соглашается вступить в команду. Виктор Стоун колеблется, но всё же присоединяется к Лиге после того, как его отца Сайласа и нескольких сотрудников S.T.A.R. Labs похищает Степной волк, который ищет Материнский куб, оставленный человечеству.
Затем Степной волк нападает на подводную крепость атлантов и забирает второй Материнский куб, заставляя Артура Карри действовать. Команда получает информацию от комиссара Джеймса Гордона, который направляет их в логово Степного волка, расположенное под гаванью Готэма. Лиге удаётся спасти похищенных сотрудников, но Аквамену приходится задерживать подземное наводнение для спасения команды. Киборг извлекает последний Материнский куб для его анализа. Виктор рассказывает, что его отец использовал Материнский куб, чтобы восстановить тело Стоуна после аварии, в которой он потерял большую часть тела. Брюс решает использовать этот куб для воскрешения Супермена, но не только чтобы отбить вторжение Степного волка, но и чтобы вернуть надежду человечеству. Диана и Артур сомневаются в целесообразности этой идеи, но Брюс составляет план «Б» на случай, если воскрешение пойдёт не так.
Тело Кларка Кента выкапывают и помещают рядом с Материнским кубом в амниотическую жидкость в камере криптонского корабля. Флэш использует свою суперскорость, активирует силу куба и воскрешает Супермена. Однако воспоминания Кларка не вернулись и он нападает на Лигу после того, как система безопасности Киборга даёт сбой и инициирует выстрел в Супермена. В самый разгар боя Альфред по плану «Б» Брюса привозит Лоис Лейн, которая успокаивает Супермена. Кларк вместе с ней улетает на ранчо своей семьи, где после разговора с Лоис к нему медленно возвращаются воспоминания. Из-за этого «боя» последний Материнский куб остался без присмотра и Степной волк с лёгкостью находит его. Без Супермена Лига отправляется в один из городов в Польше , где Степной волк готов объединить энергию Материнских кубов и трансформировать Землю. Команда пробивается через армию Парадемонов, чтобы добраться до Степного волка. Но отвлекающий манёвр не срабатывает и Киборг не успевает разделить Материнские кубы. На пороге поражения прилетает Супермен и помогает Флэшу эвакуировать жителей города, а Киборгу — разъединить Материнские кубы. Лига справедливости побеждает Степного волка, которого атакуют его собственные Парадемоны, почуявшие его страх, после чего вся армия исчезает в телепорте.
После сражения Брюс и Диана решают создать базу для команды. Диана как Чудо-женщина оказывается в центре внимания общественности; Барри Аллен получает работу в центральном полицейском управлении, производя впечатление на своего отца; Виктор Стоун продолжает исследования и совершенствования своих способностей вместе с отцом в S.T.A.R. Labs; Артур Карри как Аквамен принимает свою атлантическую сущность, Супермен заново начинает свою жизнь как репортёр Кларк Кент и как защитник Земли, а Брюс Уэйн возвращает Кентам ферму, купив банк, где дом был в залоге. В первой сцене после титров Супермен и Флэш проводят дружескую гонку на скорость. Во второй сцене после титров Лекс Лютор сбегает из Аркхэма и вербует Слэйда Уилсона, чтобы сформировать собственную лигу.

## В ролях
| Бен Аффлек     | Генри Кавилл | Галь Гадот |
| Джейсон Момоа  | Эзра Миллер  | Рэй Фишер  |
| Джереми Айронс | Эми Адамс    |            |

| Актёр                      | Роль                             |
| -------------------------- | -------------------------------- |
| Бен Аффлек                 | Брюс Уэйн / Бэтмен               |
| Генри Кавилл               | Кал-Эл / Кларк Кент / Супермен   |
| Галь Гадот                 | Диана Принс / Чудо-женщина       |
| Джейсон Момоа              | Орин / Артур Карри / Аквамен     |
| Эзра Миллер                | Барри Аллен / Флэш               |
| Рэй Фишер                  | Виктор Стоун / Киборг            |
| Джереми Айронс             | Альфред Пенниуорт                |
| Киаран Хайндс              | Степной Волк                     |
| Эми Адамс                  | Лоис Лейн                        |
| Дайан Лейн                 | Марта Кент                       |
| Джо Мортон                 | Сайлас Стоун                     |
| Дж. К. Симмонс             | комиссар полиции Джеймс Гордон   |
| Билли Крудап               | Генри Аллен                      |
| Конни Нильсен              | королева амазонок Ипполита       |
| Робин Райт                 | амазонка Антиопа                 |
| Лиза Ловен Конгсли         | амазонка Меналиппа               |
| Даутцен Крус               | амазонка Венелия                 |
| Саманта Джо                | амазонка Эвбея                   |
| Элинор Мацуура             | амазонка Эпиона                  |
| Эмбер Херд                 | Мера                             |
| Джулиан Льюис Джонс        | Атлан / Мёртвый Король           |
| Ингвар Эггерт Сигурдссон   | Мэр                              |
| Дэвид Тьюлис               | Арес                             |
| Аугуста Эва Эдлендсдоуттир | молодая исландка                 |
| Майкл Макэлхаттон          | Террорист-реакционер             |
| Джон Дэглиш                | Террорист-реакционер             |
| Фрэнсис Мэджи              | древний король людей             |
| Марк Макклюр               | офицер полиции Бен Садовски      |
| Жером Прадон               | хранитель                        |
| Джек Янг                   | Гарретт Боуман                   |
| Карл Линдкюист             | агент ФБР                        |
| Холт Маккаллани            | вор                              |
| Даниил Стисен              | древний воин                     |
| Джо Манганьелло            | Слейд Уилсон / Детстроук (камео) |
| Джесси Айзенберг           | Лекс Лютор (камео)               |
| Екатерина Елизарова        | охранница Лекса Лютора           |
| Суан-Ли Онг                | охранница Лекса Лютора           |

## Производство фильма

### Нереализованный проект Джорджа Миллера
Джордж Миллер был нанят для режиссуры фильма, который получил название «Лига справедливости смертных».
В актёрский состав вошли: Арми Хаммер в роли Бэтмена, Ди Джей Котрона в роли Супермена, Адам Броди в роли Флэша, Сантьяго Кабрера в роли Аквамена, Лонни Рашид Линн-мл. в роли Зелёного Фонаря, Меган Гейл в роли Чудо-женщины, Хью Кияс-Бёрн в роли Марсианского Охотника и Джей Барушель в роли Максвелла Лорда. Проект был отложен на неопределённый срок в январе 2008 года после неудачного обеспечения налоговых льгот для съёмок в Австралии, а также после забастовки Гильдии сценаристов США в 2007—2008 годах, помешавшей работе сценария. В итоге проект не был реализован.

### Итоговый проект
В декабре 2012 года стало известно, что фильм Зака Снайдера «Человек из стали» должен стать первым фильмом киновселенной DC Comics, связанным с предстоящей экранизацией «Лиги справедливости». 10 июня 2013 года стало известно, что Дэвид С. Гойер утверждён автором сценария «Лиги справедливости». Несколько дней спустя Дэвид С. Гойер сказал, что во вселенной фильма «Человек из стали» кроме Супермена присутствует и другой персонаж DC Comics — Бэтмен, но эта вселенная отличается от той, которая была создана Кристофером Ноланом в его трилогии о Бэтмене. Кристиан Бэйл (сыгравший данного персонажа в трилогии Нолана) отказался вновь возвращаться к роли, поэтому студии Warner Bros. и DC Comics заключили контракт с Беном Аффлеком, который исполнил роль нового Бэтмена. В фильме генерал Зод уничтожает спутник, на котором виден логотип предприятия «Wayne Enterprises», что подтверждает существование Брюса Уэйна (Бэтмена) в этой киновселенной.
20 июля 2013 года издание The Hollywood Reporter сообщило, что на San Diego Comic-Con International Зак Снайдер объявил: сиквел «Человека из стали» будет летом в 2015 году и в этом фильме Супермен будет в одной команде с Бэтменом; Генри Кавилл вновь вернётся к своей роли, а роль Брюса Уэйна исполнит Бен Аффлек. Также издание сообщает: на Комик-Коне стало известно, что сольный фильм о другом участнике Лиги справедливости, Флэше, выйдет в 2018 году, а непосредственно сам фильм «Лига справедливости» выйдет на экраны в 2017 году, но студии Warner Bros. и DC Comics официально ещё не подтвердили эту информацию. 5 декабря 2013 года было официально объявлено, что израильская актриса Галь Гадот исполнит роль Чудо-женщины. 25 апреля Variety со ссылкой на достоверные источники сообщил о пополнении в актёрском составе фильма «Бэтмен против Супермена», Рэй Фишер сыграет Виктора Стоуна, более известного как Киборг. Ожидается, что его роль будет небольшой, но в грядущем фильме «Лига справедливости» она существенно расширится. В октябре фильм был официально анонсирован Warner Bros. Тогда же стало известно, что роль Флэша исполнит Эзра Миллер. Также стала известна дата фильма — 16 ноября 2017 года. Кроме того было объявлено, что картину разделят на две части. Однако позже продюсер проекта Дебора Снайдер рассказала, что «Лига справедливости» будет единым фильмом — её не разобьют на две части, как предполагалось ранее. В марте 2016 года выяснилось, что Крис Террио, которого пригласили переписать сценарий Гойера для фильма «Бэтмен против Супермена: На заре справедливости», также займётся написанием сценария для этого фильма.
Ещё позже сам режиссёр заявил, что Думсдэй и его мифологическое происхождение будет более подробно объяснено в этом фильме. В том же месяце актёр Джей Кей Симмонс получил роль комиссара Джеймса Гордона, а Эмбер Хёрд подтвердила порталу Entertainment Tonight информацию о том, что она сыграет Меру. В апреле Уиллем Дефо был выбран на роль Нуйдиса Валко, советника Аквамена. Ещё позже стало известно, что актриса Кирси Клемонс получила роль Айрис Уэст, но их моменты были вырезаны, а актёр Билли Крудап роль Генри Аллена.
Помимо этого, к своим ролям вернутся Аффлек, Кавилл, Гадот, Момоа, Миллер, Фишер, Айронс, Лейн, Адамс, Айзенберг, Нильсен и Райт. Киаран Хайндс примет участие в озвучке и захвате движения для злодея Степного Волка. Начиная с 11 апреля 2016 года съёмки проходили в Warner Bros. Studios, которая находится в пригороде Лондона под названием Ливсден, а также в окрестностях самого Лондона и в Исландии. Фильм снимался параллельно с «Чудо-женщиной». В июне Джефф Джонс сообщил, что фильм стал называться просто «Лигой справедливости». Съёмки были завершены в октябре 2016 года.
23 мая 2017 года режиссёр картины Зак Снайдер заявил, что из-за смерти дочери не может больше работать над фильмом и собирается больше времени уделять семье. Его заменил Джосс Уидон, назначенный ранее постановщиком другого фильма DC о Бэтгёрл. Уидону осталось доснять несколько эпизодов и заняться постпродакшеном. 16 ноября фильм был выпущен в кинопрокат. В августе 2017 появилась официальная информация о том, что Уидон будет указан в титрах фильма как сценарист. Как выяснилось потом, Warner Bros. Studios была недовольна отснятым материалом, как и успехами предыдущего фильма «Бэтмен против Супермена: На заре справедливости» , и отстранила, либо надавила на режиссёра, дабы тот изменил отснятый материал. Как итог — была найдена удобная причина для ухода Снайдера, это та самая смерть дочери, которая произошла несколькими месяцами ранее, а пост режиссёра занял Джосс Уидон, который тоже остался недоволен съёмками, так как заявлял, что даже ему вставляли палки в колёса и не была отснята часть материала в декорациях, которые были замечены на месте съёмок, также остались сырыми многие спецэффекты. Позднее студия заявила: «Мы были готовы к провалу!» В январе 2022 года Уидон раскритиковал актёрский состав картины за их грубое поведение во время съёмок, а также поклонников Снайдера за негатив в свой адрес и требование увидеть режиссёрскую версию Снайдера.

## Маркетинг
В конце июля 2016 года на фестивале Comic-Con в Сан-Диего был показан тизер-трейлер фильма. Сам тизер представляет собой футаж из сцен, уже отснятых за 52 съёмочных дня. 25 марта 2017 года вышел первый трейлер фильма.

## Музыка
WaterTower Music выпустили альбом саундтреков «Лига справедливости: Оригинальный саундтрек к фильму» 10 ноября 2017 года. В него вошли 27 композиций общей длительностью более 100 минут. Физическое издание было выпущено 8 декабря 2017 года.

## «Лига справедливости Зака Снайдера» (2021)
Противоречивая реакция на последнюю оригинальную версию фильма, когда Зак Снайдер оставил режиссёрский пост, а также окончательная версия фильма от Джосса Уидона, привела к сравнению ситуации с тем, что произошло с фильмом «Супермен 2». И у «Лиги справедливости», и у «Супермена» были режиссёры, каждый из которых по разным причинам был заменён до окончания работы над фильмом, что привело к приходу других режиссёров и внесению существенных изменений в тон и сюжет каждого фильма. Хотя причины ухода Ричарда Доннера и Зака Снайдера различны, Доннер смог завершить работу над «Суперменом 2» в 2005 году. Поклонники Снайдера, считая, что Зак успел снять достаточно материала для выпуска готового фильма, запустили кампанию за релиз «Snyder’s Cut» (версии Снайдера). Приводились аргументы о том, что подход Снайдера к киновселенной DC и «Лиге справедливости» был более целостным, чем подход Джосса Уидона и руководителей Warner Bros. Главы студии официально хранили молчание о версии Снайдера.
В марте 2019 года режиссёр подтвердил, что его оригинальная версия фильма действительно существует, и заявил, что её выход зависит от «Warner Bros.». Однако в ноябре того же года некий инсайдер компании сказал, что Warner Bros. вряд ли выпустит версию «Лиги справедливости» Снайдера в кинотеатрах или на платформе HBO Max, назвав это «несбыточной мечтой». В декабре, однако, Снайдер опубликовал фотографию в своём аккаунте Vero, на которой были изображены коробки с надписью «Z.S. J.L Director’s cut» (режиссёрская версия «Лиги справедливости» от Зака Снайдера); режиссёр подписал пост так: «Реально ли это? Существует ли это? Конечно, да!». 20 мая 2020 года во время вечеринки-просмотра фильма «Человек из стали» Зак Снайдер официально объявил, что его версия «Лиги справедливости» выйдет на платформе HBO Max в 2021 году. Позже было объявлено, что Warner Bros. одобрила новую версию фильма для релиза под названием «Zack Snyder’s Justice League» («Лига справедливости» Зака Снайдера). Для завершения работы над спецэффектами, саундтреком и монтажом будет потрачено более $20–30 млн; итоговая версия Снайдера будет представлена в виде четырёхчасового полнометражного фильма.
В марте 2021 года режиссёрская версия фильма «Лига Справедливости» вышла на платформе HBO Max. Данная версия фильма была принята зрителями гораздо лучше версии Джосса Уидона.